# Pamūšis
 Pamūšis est un village de la municipalité du district de Pakruojis de l'apskritis de Šiauliai, à 12 km au sud-ouest de Pašvitinys, au bord de la rivière Mūša, qui a donné son nom au village. Il y a  une bibliothèque, un centre pour personnes âgées. un bureau de poste et un centre culturel. L'école primaire de Pamūšis a fonctionné de 1907 à 2010.
Initialement, sur le site se trouvait un domaine - le lieu de naissance du prince Michel Barclay de Tolly,.